# Xiu Xiu
Xiu Xiu is een Amerikaanse experimentele band, opgericht in 2002 door singer-songwriter Jamie Stewart in San Jose (Californië). Momenteel bestaat de bezetting uit Stewart (het enige constante lid sinds de oprichting) en Angela Seo. De naam van de band komt van de film Xiu Xiu: The Sent Down Girl en heeft volgens Stewart het geluid van hun muziek beïnvloed.

## Bezetting
Huidige bezetting
- Jamie Stewart (productie, zang, percussie, gitaar, synthesizers, keyboards, piano, programmering, basgitaar, orgel, harmonium, 2002–heden)
- Angela Seo (productie, zang, percussie, piano, synthesizers, programmering, basgitaar, orgel, harmonium, 2009–heden)

Toerbezetting
- Thor Harris[5] (drums, percussie, zang, 2018–heden)
- Christopher Pravdica (gitaar, basgitaar, 2018–heden)

Voormalige leden
- Ches Smith[6] (drums, percussie, synthesizers, zang, 2006–2018)
- Shayna Dunkelman[7] (drums, vibrafoon, synthesizers, percussie, 2012–2018)
- Cory McCulloch[8] (productie, basgitaar, mandoline, synthesizers, 2002–2009)
- Caralee McElroy[9] (productie, synthesizers, piano, harmonium, percussie, fluit, zang, 2004–2009)
- Devin Hoff[10] (dubbele basgitaar, basgitaar, akoestische basgitaar, 2008)
- Lauren Andrews[11] (synthesizers, keyboards, piano, percussie, 2002–2004)
- Yvonne Chen[12] (synthesizers, percussie, trompet, 2002–2003)

## Geschiedenis

### 2002-2004: Formatie en vroege jaren
Jamie Stewart formeerde Xiu Xiu in 2002, nadat zijn vorige band Ten in the Swear Jar ontbonden was. Stewart en Cory McCulloch gingen verder vanaf de vorige band en werden vergezeld door Yvonne Chen en Lauren Andrews. Het geluid van de band werd gekenmerkt door het gebruik van inheemse instrumenten en geprogrammeerde drums, in plaats van traditionele rockinstrumenten: harmonium, mandoline, koperen bellen, gongs, keyboards en een kruising tussen een guitarrón mexicano en een cello voor bas, enz. Xiu Xiu zou in 2002 toeren voor hun eerste lp Knife Play en zijn opvolger, de ep Chapel of the Chimes, waarbij zowel melodie als kakofonie werden gecombineerd met een sterke afhankelijkheid van percussie- en koperinstrumenten.
Na 2002 zou de bandsamenstelling wijzigen, toen Yvonne Chen vertrok om zich te concentreren op haar veganistische boetiek Otsu en het in eigen beheer uitgegeven tijdschrift Zum, terwijl Cory McCulloch ook stopte met toeren, met de nadruk op het produceren van de volgende twee lp's van de band. Een persoonlijk verlies zou ook Xiu Xiu treffen, aangezien Jamie Stewarts vader, muzikant en producent Michael Stewart dood werd aangetroffen na een schijnbare zelfmoord. Om met deze verliezen om te gaan, zou Stewart het vervolg van de band op Knife Play, A Promise uit 2003 opnemen.
A Promise blijft zich concentreren op het onderwerp van het persoonlijke leven van Jamie Stewart - zoals eerder werd opgemerkt door Knife Play als een conceptverslag van interne wanhoop. De plaat bestond uit tien nummers en was meer gericht op een min of meer akoestische presentatie, in plaats van te vertrouwen op het dreunende koper en percussie dat had gewerkt om Knife Play te maken. Het record bleef echter niet afwijken van de geformuleerde programmering, waarvoor Stewart en McCulloch zowel door fans als door critici zouden worden geprezen.
Gedurende deze tijd nam Stewart Fag Patrol op, een verzameling van eerder opgenomen materiaal en covers van liedjes van The Smiths en zijn vorige band Ten in the Swear Jar met McCulloch. Uitgebracht als een handgemaakte cd door Rob Fisks en Kelly Goodefisks Free Porcupine Society, was Fag Patrol beperkt tot slechts een paar honderd exemplaren. In het voorjaar van 2004 brachten Stewart en McCulloch Fabulous Muscles uit, wat door velen wordt beschouwd als het meest toegankelijke album van de band. Fabulous Muscles is popvriendelijker in zijn geluid dan eerdere publicaties en heeft Xiu Xiu naar nieuwe hoogten gebracht in termen van populariteit, grotendeels dankzij de single I Luv the Valley OH!. De toon van het album weerspiegelde een ongelooflijk, ongelooflijk gewelddadig, ongelooflijk schokkend en moeilijk te nemen reeks gebeurtenissen in Stewarts leven. Stewart beschreef zijn teksten als 'nooit fictief'. Hij vertelde Pitchfork dat Xiu Xiu-nummers gebaseerd zijn op vijf onderwerpen: familie, politiek, seks, liefde en liefdeloosheid, zelfmoord en hoe ze met elkaar verbonden zijn.
Met het vertrek van Lauren Andrews in 2003 - die zich wilde concentreren op haar academische studies - werd Stewart in 2004 vergezeld door zijn lang verloren neef Caralee McElroy. De twee zouden het hele jaar door meedogenloos toeren en niet alleen de derde lp van de band uitbrengen, maar ook opnamen splitsen met This Song Is a Mess But So Am I en Bunkbed, samen met de single Fleshettes - met een vertolking van de Ten in het Swear Jar nummer Helsabot van McElroy.

### 2004–2010:La Forêt to Dear God, I Hate Myself
Xiu Xiu's vierde album La Forêt, gezien als een terugkeer naar Stewarts meer duistere en slechtgehumeurde houding, zinspeelde op een frustratie die Stewart had gevoeld tijdens het opnemen van de plaat uit 2004. Gericht op het onderwerp vreselijke tijden in vreselijke levens en Stewarts persoonlijke frustraties met de toenmalige Amerikaanse president George W. Bush, wordt La Forêt gekenmerkt door een totaal ander geluid - gelaagd door mandoline, harmonium, klarinet, cello, autoharp en tuba. Naast La Forêt zou Xiu Xiu zich bij de Italiaanse experimentele band Larsen voegen om XXL te vormen, dat in 2005 zijn eerste lp ¡Ciaütistico! uitbracht, later gevolgd door ¿Spicchiology? in 2007. Stewart bracht ook in 2005 formatieve splitsingen uit, in samenwerking met artiesten als The Paper Chase, Kill Me Tomorrow en Devendra Banhart.
In 2009 zou Stewart de traditie doorbreken door zijn professionele relatie met McCulloch te beëindigen. Vervolgens begon hij op te nemen met de in San Francisco gevestigde band Deerhoof  met drummer Greg Saunier als producent voor Xiu Xiu's vijfde lp The Air Force. Saunier, die eerder met Stewart aan Knife Play had gewerkt, creëerde voor de plaat een grotere klankmuur - een schril contrast met die van McCullochs discordante houding ten opzichte van productie. The Air Force zou in 2006 worden ondersteund door een driedelig ensemble, aangezien Stewart en McElroy werden vergezeld door drummer/percussionist Ches Smith, die zelf eerder met de band aan Knife Play had gewerkt. Geproduceerd door Greg Saunier, zei Stewart dat het album gaat over andere mensen een slecht gevoel geven in plaats van zich slecht te voelen en dat het jaar waarin het werd uitgebracht een van de eerste was die niet werd gedomineerd door persoonlijke tragedies. De belangrijkste thema's zijn schuld en seks in tegenstelling tot verdriet en seks. Stewart beschouwde het als hun beste en meest bewuste popalbum tot nu toe. Hij zei dat de band geobsedeerd was door Blue Album van Weezer en The Queen Is Dead van The Smiths, terwijl ze op toer waren, hoewel het album niet in het bijzonder die albums weerspiegelt. The Air Force bevatte ook het eerste albumgebaseerde nummer van de band zonder zang van Stewart - met McElroy die Hello From Eau Claire zong.
De derde ep Tu Mi Piaci (I like you) van nummers die oorspronkelijk zijn opgenomen door acts als Bauhaus, Nedelle, Big Star, The Pussycat Dolls en Nina Simone, werd uitgebracht in 2006, samen met een samenwerking met ambient artiest Grouper, getiteld Creepshow. Kort daarna nam Xiu Xiu hun zesde album Women as Lovers op in 2008. Hun langste lp tot nu toe, Women as Lovers, probeert de synthpop-invloeden van het geluid van de band aan te scherpen. Het duet van Stewart en McElroy met Michael Gira van Swans op een cover van Under Pressure van David Bowie en Queen is daar representatief voor. Dat jaar toerde hij samen met Xiu Xiu-aluminist Devin Hoff op bas. De tweede vierdelige incarnatie van de band zou niet lang duren, aangezien Hoff kort na het begin van de tournee abrupt de band verliet.
In mei 2009 werd onthuld dat Caralee McElroy niet langer met Xiu Xiu zou werken. Er werd gespeculeerd over de redenen die McElroy had om de band te verlaten na vijf jaar opnemen en toeren, hoewel er geen andere uitleg werd gegeven dan haar latere lidmaatschap van de in Manhattan gevestigde darkwave-band Cold Cave, waaruit ze kort daarna vertrok in 2010. Met de vacatures achtergelaten door zowel Hoff als McElroy, rekruteerden Stewart en Smith Angela Seo eind 2009. Daarna zou de band beginnen met haar zevende lp Dear God, I Hate Myself, met opnamen in zowel Oakland (Californië) als Durham (North Carolina). Met opnieuw veranderende motieven, zou Xiu Xiu er deze keer voor kiezen om te experimenteren met programmeren op basis van videogames en de Nintendo DS te gebruiken om veel van de nummers te schrijven die op hun publicaties in 2010 verschijnen. De muziekvideo voor het nummer Dear God, I Hate Myself kreeg in 2010 online aandacht. De video bestaat uit Angela Seo, die in de loop van de drie minuten durende song braken opwekt, met als hoogtepunt haar braken op Stewart, die een chocoladereep at gedurende de hele video. Seo en Stewart hebben de video online en in interviews verdedigd en verklaard dat de video het onderwerp van het nummer op een extreme en diepgewortelde manier illustreert.

### 2010-heden:Always to Girl with Basket of Fruit
In 2010 verliet Xiu Xiu Kill Rock Stars en tekende bij Bella Union en Polyvinyl. Xiu Xiu bracht Always uit bij deze labels in 2012. Het werd prachtig genoemd en kreeg 5 sterren van The Independent en kreeg een 9/10 van Drowned in Sound. In april 2013 brachten Stewart en Eugene Robinson van Oxbow het gezamenlijke album Xiu Xiu & Eugene S. Robinson Present: Sal Mineo uit bij Important Records, nadat ze in februari samen door Europa waren gereisd om het project te promoten. In een e-mail die op 28 januari 2013 aan fans werd gestuurd, kondigde Xiu Xiu aan dat Ches Smith, Mary Halvorson, Tim Berne, Tony Malaby, Andrea Parkins en Jamie Stewart net klaar waren met het opnemen van een album in New York met gratis jazz- en art songversies van allemaal Nina Simone songs. Het album Nina werd op 3 december 2013 uitgebracht bij Graveface Records.
In dezelfde e-mail kondigde Xiu Xiu ook aan dat er een nieuw Xiu Xiu-album werd gemaakt. Xiu Xiu zei dat het mogelijk is dat het Angel Guts: Red Classroom gaat heten en dat het een gemene, krenterige zwartheid van Einstürzende Neubauten vs Suicide vs Nico zal zijn. Angel Guts: Red Classroom werd uitgebracht in februari 2014. Het kreeg een 8 op 10 van Drowned in Sound en Mojo. David Hartley van de band War on Drugs prees het album en noemde het een stereoscopische aanval. Op 16 november 2016 kondigde de band hun volgende album FORGET aan, dat op 24 februari 2017 uit zou komen. De aankondiging ging vergezeld van de leadsingle Wondering, wat een terugkeer betekende naar meer popgeoriënteerde songwriting. Xiu Xiu speelde in mei 2018 het lange stuk Deforms the Unborn, gebaseerd op het demonische bezit van kinderen in het Guggenheim Museum. Xiu Xiu bracht hun elfde nieuwe album Girl with Basket of Fruit uit op 8 februari 2019 via Polyvinyl.

## Naam en muziekstijl
De naam van de band komt van de film Xiu Xiu: The Sent Down Girl. Stewart zei dat Tracy Chapman's Fast Car, die Xiu Xiu op A Promise behandelde, een soortgelijk thema had. Stewart voegde eraan toe dat de band een product was van piratenradiostations in San Jose die house, hi-NRG, freestyle en techno speelden, wat Stewart beschouwde als pretentieloos, eenvoudig, diepbedroefd, duidelijk en gebaseerd op het wegjagen van verdriet.

### Live optredens
In 2003 vertelde Stewart aan Pitchfork dat de liveshows van de band sterk verschilden van het opgenomen materiaal. Hij zei dat dit grotendeels te wijten was aan de technische beperkingen van het kunnen reproduceren van de manier waarop het werd opgenomen. In hun liveshows verhoogde de band de intensiteit van hun luide rockpartijen. Hij zei dat de laatste soms op gespannen voet stond met het soort locaties dat ze speelden.

## Ontvangst
David Espinoza van Metro Silicon Valley vergeleek Stewart met een ontdekkingsreiziger die in 2001 nieuwe klankgebieden in kaart bracht toen hij Xiu Xiu startte. Hij vergeleek Stewarts stem met een combinatie van Robert Smiths kwetsbaarheid en de woede van Trent Reznor uit het tijdperk van The Downward Spiral en merkte Stewarts weloverwogen en weloverwogen keuzes op om de toon van de band te ontwikkelen in het licht van de uiteenlopende mafheid van de individuele instrumenten. Brandon Stosuy van Pitchfork merkte een voortdurende poëtische en romantische schoonheid op achter het geweld in Stewarts teksten. Hij schreef dat de band een inspiratiebron was voor het soort waar tienermeisjes om Stewarts handtekening vragen.

## Discografie

### Studioalbums
- 2002: Knife Play
- 2003: A Promise
- 2004: Fabulous Muscles
- 2005: La Forêt
- 2006: The Air Force
- 2008: Women as Lovers
- 2010: Dear God, I Hate Myself
- 2012: Always
- 2014: Angel Guts: Red Classroom
- 2017: Forget
- 2019: Girl with Basket of Fruit
- 2021: Oh No
- 2023: Ignore Grief
- 2024: 13" Frank Beltrame Italian Stiletto With Bison Horn Grips

### Andere publicaties
- 2013: Nina
- 2014: Unclouded Sky
- 2016: Plays the Music of Twin Peaks